# Convento de San Pablo (Cuenca)
El convento de San Pablo es un edificio de la ciudad española de Cuenca. Antiguo convento de la orden de los Dominicos, se encuentra fuera del casco urbano, en un paraje de una gran belleza natural, puesto que se levanta en un promontorio sobre la hoz del Huécar, a bastante altura sobre el cauce del río y frente a las Casas Colgadas.

## Historia
El fundador del recinto conventual fue el canónigo de la catedral de Cuenca Juan del Pozo en 1523, pero hubo que esperar a 1535, siendo obispo de Cuenca don Diego Ramírez de Fuenleal, a que, en virtud de Bula del papa Paulo III, se autorizara la construcción; a su muerte su fundador fue sepultado en medio del crucero de la iglesia, inmortalizado mediante una efigie de bajorrelieve de piedra blanca. 
Los artífices de la iglesia fueron los hermanos Juan y Pedro de Alviz y su arquitectura responde a unos planteamientos propios de los primeros años del siglo XVI: estructura gótica y decoración renacentista. Es conocido popularmente como «los Paules».
No se sabe nada del aprendizaje como arquitecto de Pedro de Alviz, aunque seguramente lo realizó bajo el ideal gótico, lo que hará que en este siglo XVI, de transición en España del gótico al Renacimiento, le resulte mucho más fácil, como a los demás artistas conquenses, adaptar a la decoración renacentista sus primeras estructuras, las cuales apenas variarán y continuarán siendo medievales durante bastante tiempo. Así su arquitectura religiosa, como se puede ver en la iglesia de San Pablo, responde a unos planteamientos propios de los primeros años del siglo XVI: estructura gótica y decoración renacentista.

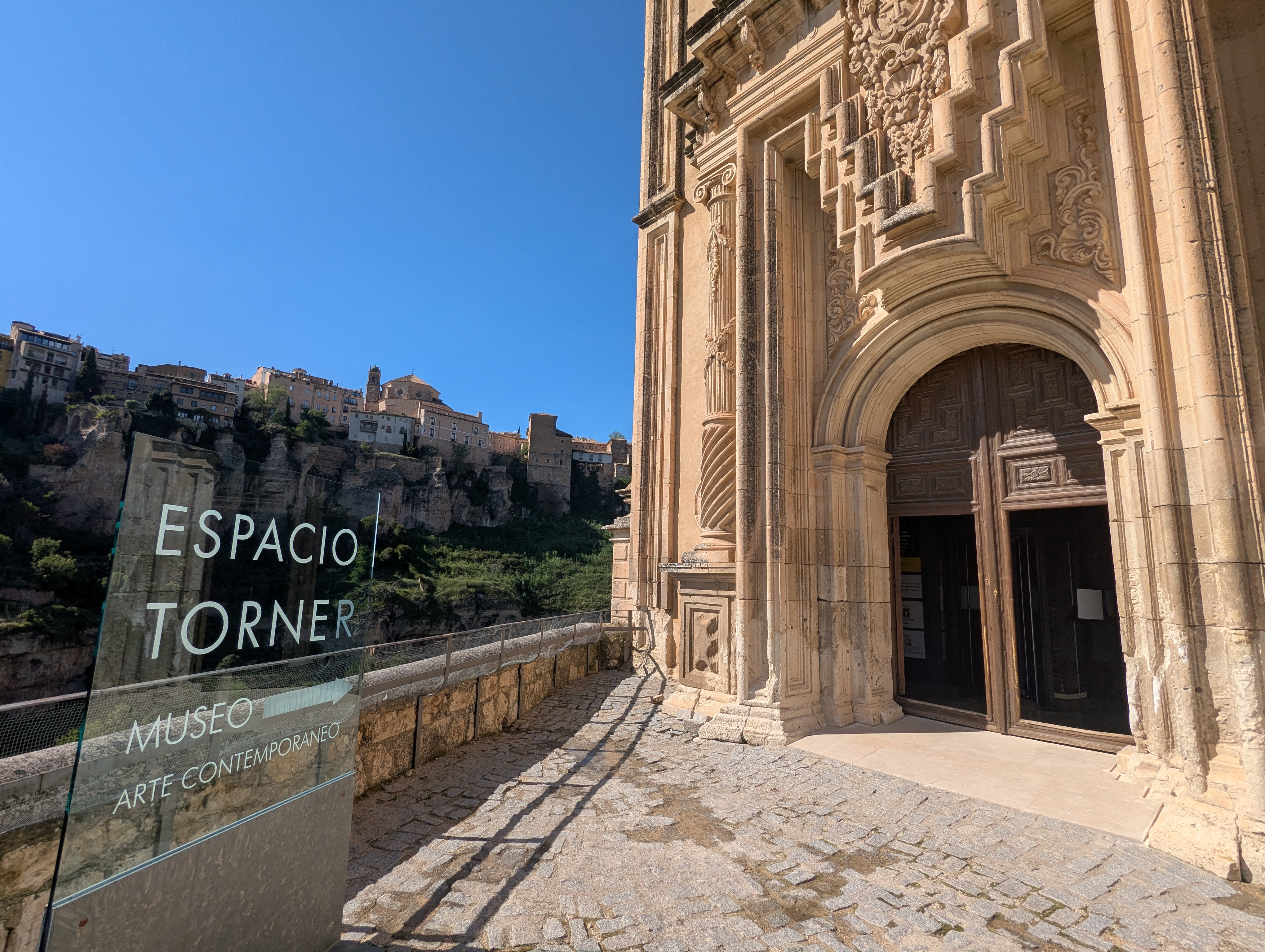
Entrada a la iglesia de San Pablo. Espacio Torner.

Desde 1993 el convento funciona como parador nacional y su iglesia fue remodelada para albergar el Espacio Torner, inaugurado en diciembre de 2005 por la entonces ministra de Cultura, Carmen Calvo, y que alberga cuarenta pinturas y esculturas del artista conquense Gustavo Torner que procedían del Museo Nacional Reina Sofía de Madrid y de su colección particular.
Desde el 6 de abril de 2005 este conjunto monumental está considerado Bien de Interés Cultural.

## Descripción

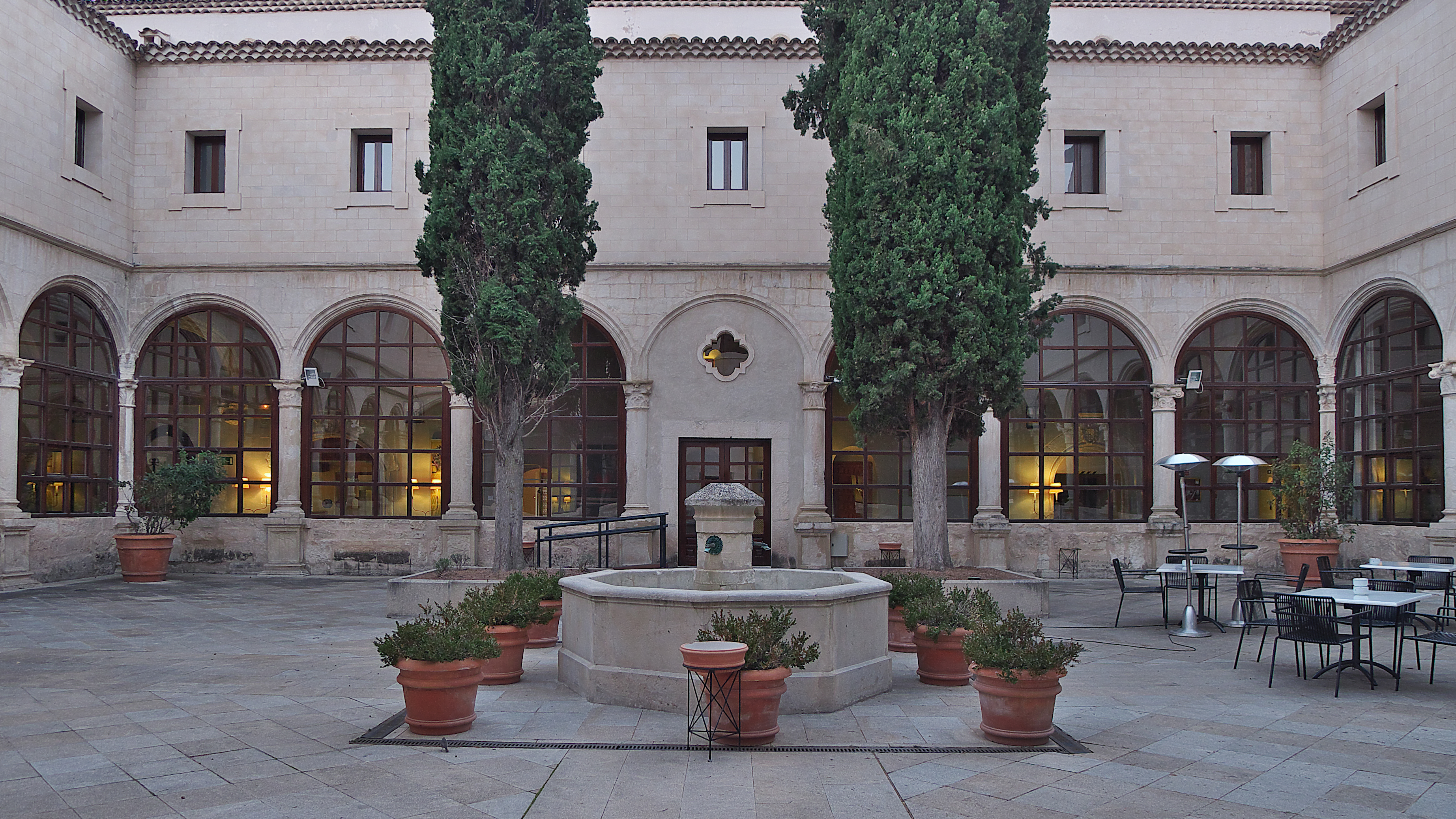
Claustro

El convento de San Pablo se compone de la iglesia, edificada en la proa, como avanzando en la hoz del Huécar, el claustro a su derecha y otra serie de edificaciones que han ido creciendo adosadas al cuerpo principal según las necesidades de las distintas órdenes que se han albergado en el convento. La iglesia y el claustro son del siglo XVI, siendo el resto de edificaciones de época posterior. El edificio se encarama en una proa o promontorio (tipología que se conoce popularmente como "Hocino") sobre la hoz del Huécar
El fundador, Juan del Pozo, canónigo de Cuenca, fue enterrado en medio del crucero de la iglesia del convento, con superficie de bajo relieve de piedra blanca. El sepulcro posteriormente fue retirado de en medio del crucero y adosado al muro de la derecha de la iglesia. 